# Viktor Gjika
Viktor Gjika est un des plus grands réalisateurs albanais, très prolifique, également scénariste, directeur de la photographie et producteur, né le 23 juin 1937  à Korçë (Albanie) et mort en mars à Tirana (Albanie) 2009.

## Biographie
Originaire du sud de l'Albanie, Viktor Gjika se forme à l'Institut supérieur cinématographique de Moscou (VGIK). Il commence à tourner des longs métrages et des documentaires à partir du milieu des années 1960.
Le Commissaire de la lumière (1966), son premier long métrage en collaboration avec Dhimitër Anagnosti, rend hommage à Dritan Shkaba qui, au retour de la guerre, crée plusieurs écoles dans les zones montagneuses du nord de l'Albanie et milite en faveur de l'émancipation des jeunes filles. Mais il est assassiné.
Horizonte të hapura (1968) situe pendant les événements réels qui marquèrent l'histoire du port maritime de Durrës. Un ouvrier se sacrifie pour sauver une grue.
Dans L'Affrontement (1976), les nouveaux dirigeants arrivés au pouvoir à l'issue de la guerre contre les fascistes doivent faire face à la famine qui sévit dans le pays. Le scénario s'appuie sur un roman de Teodor Laço.
Présenté en France dans le cadre du Festival du cinéma méditerranéen de Montpellier, L'Homme au canon (1977) montre le ralliement d'un soldat italien à la résistance albanaise au moment de la capitulation italienne en 1943.
L'action de Général Gramophone (1978) — également projeté dans ce festival — se déroule au milieu des années 1930. Un clarinettiste virtuose et l'un de ses camarades sont invités par un homme d'affaires italien à enregistrer leur répertoire, mais sur l'autre face du disque figurerait de la musique italienne fasciste.
Dans Enver Hoxha, tungjatjeta (1983), Viktor Gjika des comptes avec l'ancien dictateur Enver Hoxha.
De 1984 à 1991 il dirige les studios Albanie Nouvelle, mais démissionne de cette fonction pour revenir à la réalisation.
Ses trois derniers films, Antoni Athanas, Unë jam Ismail Qemali et Kur ikin korbat, sont des documentaires.
Viktor Gjija a également été député à l'Assemblée populaire.

## Filmographie
- 1961  Njeriu kurrë nuk vdes
- 1964  Bistrice'63 ; Kur vjen nëntori
- 1966  Fitimtarët ; Le Commissaire de la lumière (Komisari i Dritës), en collaboration avec Dhimitër Anagnosti
- 1968  Horizonte të hapura
- 1970  La Huitième statue en bronze (I teti në bronx)
- 1973  Yjet e netëve të gjata
- 1974  Les Chemins blancs (Rrugë të bardha)
- 1976  L’Affrontement (Përballimi)
- 1977  L'Homme au canon (Njereu me top)
- 1978  Général Gramophone (Gjeneral Gramafoni)
- 1979  Prane vatrave, parve zemrave
- 1980  En toute saison (Në çdo stinë) ; Besniku e Partise
- 1981  Koha e Partise
- 1982  Nëntori i dytë
- 1983  Enver Hoxha, tungjatjeta
- 1988  Vitet e rinise
- 1995  Antoni Athanas
- 1997  Unë jam Ismail Qemali
- 2000  Kur ikin korbat